# Jukka Lehtovaara
Jukka Lehtovaara (Turku, 15 marzo 1988) è un ex calciatore finlandese, di ruolo portiere.

## Carriera

### Club
Ha trascorso tutte e undici le stagioni della sua carriera professionistica (dal 2006 al 2016) nella prima divisione finlandese, nella quale ha giocato complessivamente 190 partite. In carriera ha inoltre giocato anche 4 partite nei turni preliminari di Coppa UEFA e 3 partite in Coppa Intertoto UEFA.

### Nazionale
Dopo aver partecipato ai campionati europei Under-21 nel 2009, ha esordito con la Nazionale maggiore il 21 maggio 2010 in una partita amichevole contro l'Estonia.

## Palmarès

### Club

#### Competizioni nazionali
- Coppa di Finlandia: 1

TPS: 2010
- Coppa di Lega finlandese: 1

TPS: 2012